# Orituco
Orituco is een geslacht van hooiwagens uit de familie Zalmoxioidae.
De wetenschappelijke naam Orituco is voor het eerst geldig gepubliceerd door M. A. González-Sponga in 1987. 

## Soorten
Orituco omvat de volgende 4 soorten:
- Orituco gracilipalpi
- Orituco pariensis
- Orituco tuberculosa
- Orituco tuyensis